# 흰날개흡혈박쥐
흰날개흡혈박쥐(Diaemus youngi)는 주걱박쥐과 흡혈박쥐아과에 속하는 현존하는 3종의 흡혈 박쥐의 하나이다. 흰날개흡혈박쥐속(Diaemus)의 유일종이다. 멕시코부터 아르헨티나 북부 지역 사이에 분포하며, 트리니다드섬과 마르가리타섬에서도 발견된다. 트리니다드에서 최대 30마리의 흰날개흡혈박쥐가 죽은 나무 구멍 속과 불빛이 밝은 동물 안에서 흡혈박쥐(Desmodus rotundus), 큰주머니날개박쥐(Saccopteryx bilineata)와 함께 발견되었다. 날아다닐 때 흰 날개 끝때문에 쉽게 찾을 수 있다.